# Chiesa di San Tommaso Apostolo (Moruzzo)
La chiesa di San Tommaso Apostolo è la parrocchiale di Moruzzo, in provincia ed arcidiocesi di Udine; fa parte della forania del Friuli Collinare.

## Storia
Anticamente a Moruzzo esisteva una pieve costruita verso il 1100. Questa pieve, citata per la prima volta nel 1210, venne poi ristrutturata e ampliata tra il 1644 e il 1647. La chiesa fu poi ricostruita tra il 1925 e il 1932.
La chiesa venne restaurata alla fine del Novecento e nel 2009.